# Leptine di Atene
Leptine (in greco antico: Λεπτίνης?, Leptínes; Atene, V/IV secolo a.C. – dopo il 355 a.C.) è stato un politico ateniese.
Nel 355 a.C. Leptine propose la soppressione per tutti i cittadini delle dispense onorifiche dalle liturgie, ad esclusione dei discendenti di Armodio e Aristogitone.
Demostene pronunciò contro di lui la celebre orazione Contro Leptine, riuscendo a far bocciare questa proposta.